# Acoustique environnementale
L'acoustique environnementale est l'étude de la propagation du bruit dans l'environnement afin de, le plus souvent, comparer le niveau de bruit reçu contre des critères établis pour préserver le bien-être et la santé. Ces critères peuvent être différents selon la source du bruit : bruit du voisinage, bruit des transports (routier, ferroviaire, aérien), bruits industriels.
Afin de quantifier la gêne provoquée par une source sonore, on a défini différents indicateurs qui représentent objectivement le bruit incriminé.
Ce domaine aborde aussi les impacts du bruit, y compris subaquatique et sous-marin, dont comme facteur de pollution sonore (pour les cétacés notamment)

## Le bruit dans le droit français et international
Des normes ou valeurs de bruit limite existent afin d'éviter les incidences acoustiques.
- Droit français : décret no 2006-1099 du 31 août 2006 relatif à la lutte contre les bruits de voisinage et modifiant le code de la santé publique[2]. Ce décret a annulé le décret no 95-408 du 18 avril 1995[3] sur le même sujet.
- Directive européenne du Parlement et du Conseil du 25 juin 2002 relative à l'évaluation et à la gestion du bruit dans l'environnement
- Norme de l'Organisation mondiale de la santé dans le cadre du programme Bruit et Santé[4].